# オーストラリア英語
オーストラリア英語（オーストラリアえいご、英語: Australian English）、またはオーズィー英語 (Aussie English) は、オーストラリアで話される英語である。イギリス英語の単語やつづりを基本とする。米語（アメリカ英語）などに倣って豪語とも書かれる。

## 由来
オーストラリア英語の発音は、初期のオーストラリア移民の多くが話していたコックニー（ロンドンの下町訛り）の継承と考えられているが、英国領であったアイルランドの影響も含まれる。第二次世界大戦後、テレビ番組やソフトウェアによってアメリカ英語からの影響も現れ始めた。TOEICでもオーストラリア英語を含むリスニング試験が実施されている。方言は地方によって分類されるより、階級や学歴で分類されることが多い。Cultivated（RPに近いという）、General、Broadとよばれる発音が確認されているが、シドニー地方の若年層ではGeneralのみが広まっているといわれている。

## 準拠
オーストラリア英語の綴りは、マックワーリー辞書（Macqarie Dictionary）、オックスフォード英語辞典オーストラリア版（Australian Oxford Dictionary）などに準拠して大学、政府関係部署、裁判所などでは行われている。

## 単語
イギリス英語の単語を基本とする。例：lift（アメリカ英語ではelevator）、takeaway（同to go、もしくはtakeout）、flat（同apartment）、petrol station もしくは service station （同gas station）など。

## つづり
イギリス英語のつづりを基本とする。例：centre（アメリカ英語ではcenter）、colour（同color）、realise（同realize）など。ただし例外として、jailのように、アメリカ英語のつづりと一致するものもある（英:gaol）。

## 発音
オーストラリア英語の会話スピードは比較的遅く、米英豪新4か国の話者の中では最も遅いという研究結果もある。
オーストラリア英語の発音には大きく分けて3つのタイプがあり、以下に述べる特徴も、Broadでは強く、Generalでは薄く、Cultivatedは非常に薄くなる。
- アルファベットのA（エイ）の発音には個人差があり、アメリカ英語のような「エイ」から、「エイ」と「アイ」の中間、「アイ」に近いもの、「エイ」と「アイ」の区別がほとんど分からないものまである。
- 発音としてのA【"eɪ"(エイ)】が"aɪないしæɪ" [「アイ」もしくは「エァイ」]となる傾向があり、アルファベットのI、もしくは【"aɪ"（アイ）】の発音は「オイ」[オの発音は鼻にかかる]に近い傾向があり、アルファベットのE、もしくは【"jɪ"(イー)】の発音は「ェイー」に近い。
- アルファベットのH（エイチ）は「ヘイチ」に近い発音で呼ばれる。「イア（例えばhereに含まれる）」の音は（二重母音ではあるが）日本語の発音に近い。
- 母音のあとに続く"ｒ"は、イギリス英語と同じく、日本語の伸ばす音と似たようなものと化し、アメリカ英語のような"r"を発音する言い方をしない（Rドロッピング）。([英]kɑː/kɑː(r)   [米]kɑːr)
- "car is"のときに "kɑː ɪz"ではなく、"kɑːrɪz"となるようなRリンキングはしばしば話され、よく耳にする。
- 母音と母音の間に[存在しない"r"]の挿入が行われることがある（America is→America-ris）。

## 語彙・言い回し
- 挨拶では"Hello"の他に"G'day"（なまりの強いBroad発音では「グダイ」に近い。Good dayの極端な省略）もよく使われる。
- "No worries"は"Thank you"や"Sorry"に対する返事としてよく使われる。
- 上記の表現の後に、"Mate"（発音は「マイト」に近い）がつくことが多い（"G'day, mate", "No worries, mate"など）。“朋輩” “ご同輩”程度の意味で、主に男性がよく使う。
- "Sorry"は、疑問符がつく場合"Pardon?"の意味、つかない場合"Excuse me"（疑問文ではなく、日本語の「すみません」に近い言い回し）の代わりによく使われる。
- "Ta"は"Thank you"のくだけた表現によく使われる。
- "My pleasure"や"No worries"が"You're welcome"（どういたしまして）の代りによく使われる。
- "Cheers"が"Thanks"や"Bye"の代りによく使われる。
- くだけた会話において、疑問文の末尾に"~eh?"を付けることを好む傾向がある。
- "Drongo"("どうしようもない愚か者"の意)のような方言も存在する。
- "barbie（バーベキュー）"や"Aussie（オージー）"のように"~ie"で終るくだけた表現が好まれる。
- "~ie"の他に、"~o"で終わることがよく見られる。("Right"→”Righto","Righty-oh"、"Tom"→"Tommo"、"Service station"→"Servo"、"Afternoon"→"Arvo"　["f"の有声摩擦音化"v"、日本語でいうところの"ふた"→"なべぶた"のような感覚]など)
- 野菜の呼び方にはアメリカ英語の影響を受けているものもある。例として、eggplant（ナス）、zucchini（ズッキーニ）、garlic chive（ニラ）、Chinese radish（大根）、Bok Choi（白菜）など。ピーマンやパプリカはcapsicumと呼ばれ、アメリカ英語とは異なる（アメリカ英語ではBell pepper）。tomatoの発音も、アメリカ英語の「トメィト」とは違い「トマート」に近い発音となる。
- その他の食べ物：パパイヤはpawpaw、豆腐はtofu、普通に見かけるチャンポン麺（日本のものより太い）は"Hokkien noodle（福建麺）"
- 普段よく履かれるゴム草履は"thongs"、ベルト付のいわゆるグラディエーターサンダルのようなものを指して"sandal"、ゴム製の長靴は"gum boots"と呼ぶ。
- "Good on ya!"は"Good for you!"「良かったね」の意味で使われる（アメリカを始め他地域では服などが「似合っている」という意味）。
- 複合語には分詞や動名詞を使う代りに単語をそのまま繋げる傾向が見られる（例："frying pan"→"fry pan/frypan"、"canned food"→"can food"）。